# Жанааул (Актогайський район)
Жанаау́л (каз. Жаңаауыл) — село у складі Актогайського району Павлодарської області Казахстану. Входить до складу Караобинського сільського округу.
Населення — 100 осіб (2021; 122 у 2009, 251 у 1999, 313 у 1989).
Національний склад станом на 1989 рік:
- казахи — 100 %.

У радянські часи село називалось також Байсамак.